# Vicente Miera
Vicente Miera Campos (ur. 10 maja 1940 w Santanderze) – hiszpański piłkarz i trener piłkarski.

## Kariera piłkarska
Był zawodnikiem SD Nueva Montaña, SD Rayo Cantabria, Racingu Santander, Realu Madryt oraz Sportingu Gijón. Po największe sukcesy sięgał z zespołem ze stolicy Hiszpanii. Członek tzw. generacji Madrid Yé-yé siedmiokrotnie wygrywał z tym klubem Primera División (w sezonach 1961/1962, 1962/1963, 1963/1964, 1964/1965, 1966/1967, 1967/1968 i 1968/1969), sięgnął także po Puchar Europy (1965/1966) oraz Puchar Generalissimusa (1961/1962).
W 1961 roku wystąpił w jednym spotkaniu reprezentacji Hiszpanii.

## Kariera trenerska
Poprowadził reprezentację Hiszpanii U-23 do złotego medalu na Letnich IO w Barcelonie. Jego podopieczni na drodze do triumfu pokonali Kolumbię, Egipt, Katar, Włochy, Ghanę i Polskę.
W swojej karierze szkoleniowej prowadził także Real Oviedo, Sporting Gijón, RCD Espanyol, Atlético Madryt, CD Tenerife, Racing Santander i Sevilla FC. Z wszystkimi powyżej wymienionymi klubami grał w La Liga.
W latach 1991–1992 był selekcjonerem kadry narodowej Hiszpanii.